# Richard Stebbins
Richard Vaughn Stebbins, detto Dick (Los Angeles, 14 giugno 1945), è un ex velocista statunitense.

## Biografia
Nel 1964 prese parte ai Giochi olimpici di Tokyo, dove fu campione olimpico nella staffetta 4×100 metri insieme ai connazionali Gerald Ashworth, Paul Drayton e Bob Hayes, con i quali fece registrare il nuovo record mondiale con 39"0. 

## Palmarès
| Anno | Manifestazione  | Sede  | Evento      | Risultato | Prestazione | Note |
| ---- | --------------- | ----- | ----------- | --------- | ----------- | ---- |
| 1964 | Giochi olimpici | Tokyo | 200 m piani | 7º        | 20"8        |      |
| 1964 | Giochi olimpici | Tokyo | 4×100 m     | Oro       | 39"0        |      |